# 레슬링 소사이어티 X
레슬링 소사이어티 X(영어: Wrestling Society X)는 빅 비전 엔터테인먼트가 개발한 프로레슬링 프로그램으로, 2007년 1월 30일부터 3월 14일까지 방영되었다.